# Bloemenvoedsel
Bloemenvoedsel is een product dat wordt toegevoegd aan het water waarin snijbloemen staan.
Het dient ervoor om de houdbaarheid van de snijbloemen te verlengen.
Deze producten bevatten een mengsel van verschillende zouten die een rol spelen in de minerale voeding van de snijbloem.
Een ontsmettingsmiddel wordt vaak toegevoegd om de groei van bacteriën tegen te gaan.
Verdere tips om bloemen een langer vaasleven te geven zijn:
Het schuin afsnijden van de stengels van snijbloemen levert een grotere doorsneden oppervlakte zodat meer water kan opgezogen worden. Recht afgesneden stengels lopen meer kans met het snijvlak op de bodem van de vaas te staan, zodat de wateropname geremd wordt.
Bloemen met een behaarde steel liever niet te diep in water plaatsen. Door capillaire werking kan het water tussen de haren voor een kortere levensduur zorgen. Bijvoorbeeld Gerbera, Ranonkel en Papaver.
Bloemen met een houtachtige steel staan liever dieper in water. Zij hebben kleinere vaatbundels en nemen minder snel water op.
Bolbloemen zoals Tulp, Amaryllis, Hyacint en Narcis hebben grotere vaatbundels en kunnen wat ondieper in water staan.